# 不在者投票制度
不在者投票制度（ふざいしゃとうひょうせいど）とは、日本における事前投票制度の一つ。選挙または国民投票期日に投票所へ行けない人が、公示日または告示日の翌日から選挙または国民投票期日の前日までの期間に、不在者投票管理人の管理する場所および現在地で投票することができる制度である。

## 概説
選挙人名簿登録地以外の選挙管理委員会や不在者投票ができる施設として指定されている病院・老人ホームなどでの不在者投票をすることができる。また選挙期間中に外洋を航行中の船員はファクシミリ装置を用いて不在者投票をすることができる（洋上投票）。
投票用紙は内封筒に入れ、その内封筒を更に外封筒に封入。投票者の自筆による署名を行う必要がある。選挙期日までに満18歳になるならば、不在者投票をしようとする日に17歳であっても投票をすることができる。
なお不在者投票された封筒は自分の属する投票区にある投票所（ただし、多くの市区町村では選挙管理委員会が指定する特定の投票所を指定している場合が多い）に送られ、選挙期日に投票立会人の意見を聞いて選挙権があることを確認して封筒から投票用紙を出して、あるいはファックスで送られてきた際についているシールをはがして投票管理人が投票箱に投票する。この点、期日前投票の場合は選挙人が自ら投票箱に投函するのでその時点で投票が確定的になされるのと異なる。
不在者投票制度が導入されたのは、1925年（大正14 年）の衆議院議員選挙法改正（いわゆる普通選挙法）においてである。同法第33 条において「選挙人ニシテ勅令ノ定ムル事由ニ因リ選挙ノ当日自ラ投票所ニ到リ投票ヲ為シ能ハサルヘキコトヲ証スル者」は不在者投票ができる旨を定めた。しかし、その施行令第26 条に挙げられた事由は、船舶、鉄道に乗務していることや、演習召集や教育召集をされている軍人に限られ、疾病や身体障害は理由として認められていなかった。
なお、2003年（平成15年）12月1日より期日前投票制度が新設され事前投票の方法として浸透しつつあるが、これは不在者投票制度の代替制度ではなく廃止されたわけでもない（条文が異なる）。期日前投票導入以前は告示日や公示日当日も不在者投票可能だったが、同導入後は告示日や公示日の翌日からとなった。

## 不在者投票の種類
選挙人名簿に登録されている市区町村での投票
期日前投票制度導入により殆どの有権者が利用しなくなった。
選挙期日に満18歳になる者である場合、事前投票をしようとする日に17歳の者は期日前投票ではなく、不在者投票を行うこととなる。
選挙期日までに刑期満了する仮釈放中の者や公民権停止が解かれる者は事前投票をしようとする日に同満了や同解除されていない場合も期日前投票は不可能。この場合、選挙人名簿に登録されている市区町村で行う場合も、不在者投票による（他の方法による不在者投票も可能）。例えば第24回参議院議員通常選挙の選挙期日は2016年7月10日であるので1998年7月11日以前に出生した日本国民に選挙権が与えられる。
選挙人名簿（在外選挙人名簿）に登録されている市区町村の選挙管理委員会以外での投票
不在者投票は全国どこの市区町村の選挙管理委員会でも投票が可能で、旅行先でも投票可能。転出に伴い旧住所地である市区町村の選挙人名簿に登録されたままの場合もこれに該当する。ただし、あらかじめ登録地の選挙管理委員会に投票用紙等を郵便で請求する必要がある。
投票後は、投票した市区町村の選挙管理委員会から選挙人名簿に登録されている市区町村の選挙管理委員会に投票用紙が郵送され、投票日当日に投票所に送られる。郵便事情等によって選挙期日の投票所閉鎖時刻までに投票所に送ることが不可能であった場合、その投票は無効となる。よって、不在者投票自体は選挙期日の前日まで可能だが、あまり日時に余裕のないタイミングで投票すると、せっかく投票しても無効となる可能性がある。
選挙期間中の自治体の選管では投票日前日の土曜日や、期日前投票期間中の日曜日も8時30分から20時まで受付していることが多い。選挙期間中ではない自治体の選管では月・火・水・木・金の(各自治体の役所・役場によって若干異なるが)通常の執務時間の大体8時半から17時15分まで受付。
病院・施設等における不在者投票
選挙管理委員会が不在者投票指定施設として指定した病院や老人ホーム、未決の勾留中の被疑者又は被告人等は、病院の院長や刑事施設の長を通じて不在者投票が可能である。
船員が、指定港において投票をする場合
船員手帳、選挙人名簿登録証明書を提示し、指定港の選挙管理委員会から投票用紙等の交付を受け投票することができる。
船員が、船舶内で投票をする場合
船舶に乗船中の船員は、当該船舶内で船長（又はその代理人）を不在者投票管理者として不在者投票をすることができる。
郵便投票
身体障害者・戦傷病者・要介護者で、障害の程度が重く投票所まで来るのが困難な者は、あらかじめ選挙管理委員会に申請して郵便で投票することができる。
特定国外派遣組織に属する選挙人等による国外からの不在者投票
海外に派遣されている自衛隊等に所属する者及び随行する者は、国外においても不在者投票ができる（在外投票とは異なる）。
洋上投票
指定された船舶の乗組員についてファクシミリを利用して投票可能である。ただし、衆議院議員総選挙及び参議院議員通常選挙に限定される。
南極地域調査組織に属するもの等によるファクシミリによる不在者投票
南極に派遣されている観測隊については、基地や往復する船舶でファクシミリによる不在者投票が可能である。ただし、衆議院議員総選挙及び参議院議員通常選挙に限定される。

## 不在者投票における延着
2021年10月31日の第49回衆議院議員総選挙では福島県（県内119人）、青森県（青森市内18人）、秋田県（秋田市内13人）、岩手県（盛岡市内9人）、宮城県（仙台市内33人）で投票締め切りまでに不在者投票用紙が到着せず無効となる事態が発生したが、同年10月から土曜配達が廃止されるなど郵便配達事情が変化していることが影響しているとみられ不在者投票制度の改善が必要と指摘されている。

## 不在者投票の問題点
期日前投票とは異なり不在者投票は自ら投票箱に入れる制度ではないため、担当者が不在者投票用紙を投票箱に入れるのを忘れると当該投票は事実上無効になるというミスが発生することがある。

## 記録
- 1949年（昭和24年）1月 - 在監中の刑事被告人・被疑者の不在者投票が認められるようになる[8]。
- 1968年（昭和43年）3月 - 山梨県勝山村で行われた村長選挙では、不在者投票数が全有権者の68%に達した[9]。